# 신포니에타 크라코비아
신포니에타 크라코비아(폴란드어: Sinfonietta Cracovia, 정식명칭: Orkiestra Stołecznego Królewskiego Miasta Krakowa – Sinfonietta Cracovia, 정식영문명칭 The Orchestra of the Royal City of Krakow Sinfonietta Cracovia)는 폴란드의 관현악단이다. 교향곡은 물론 챔버 오케스트라의 정확성과 유연성으로 유명한 악단이다.
신포니에타 크라코비아의 시작은 영 크라쿠프 챔버 뮤지션들 앙상블의 탄생과 매우 밀접하게 관련되어 있다. 그들의 뛰어난 기교와 뮤지션들의 참여, 독창적인 해석으로 1994년에 시립 오케스트라의 지위를 받았다. 에즈비에타와 크시슈토프 펜데레츠키의 지원을 받은 신포니에타는 세계 각국의 뛰어난 아티스트들과 협업하였으며, 그 중에는 크시슈토프 펜데레츠키, 안토니 비트, 예지 마크시미우크, 로린 마젤, 발레리 게르기예프, 루돌프 부흐빈더, 기돈 크레머, 막심 벤게로프, 라파엘 파야레, 가보르 볼독츠키, 일리야 그린골츠, 미샤 마이스키, 자비에 드 매스트르, 타비아 짐머만, 그리고리 지슬린, 리차드 갈리아노 등이 있다.
지난 20년 동안 뛰어난 바이올리니스트이자 비올리스트, 교육가인 로버트 카바르에 의해서 오케스트라의 이미지가 만들어졌다. 2001년에서 2009년 사이, 첫 객원 지휘자는 존 악셀로드였다.
2014년 7월에, 호평 받는 지휘자이자 빈 필하모닉의 뮤지션, 음악계에 생동감 넘치는 존재인 유렉 뒤발의 등장으로 신포니에타 크라코비아 역사의 새로운 막이 시작되었다. 뒤발의 노력으로 오케스트라는 현대 음악을 널리 알리는 획기적인 프로젝트들에 참여하였고, 가장 다이나믹한 유럽 앙상블들 중 하나로 부상하게 되었으며, 특히 현대 음악에 대한 명연주로 높게 평가 되었다. 앙상블은 박수갈채가 없는 실험적인 음악으로 꾸린 독창적인 콘서트 시리즈를 주최하기도 하고, 어린 음악 애호가들을 위한 유명한 신포니에타를 기획하기도 하였다. 최근에 이 오케스트라는 해외 연주의 횟수를 늘리는 등 콘서트 활동의 반경을 넓히고 있으며, 중국, 네덜란드, 핀란드, 독일, 체코, 그리고 빈 등의 나라에서 많은 콘서트를 개최하고 있다.
신포니에타 크라코비아의 가장 최근 업적은 크시슈토프 펜데레츠키의 새로운 트럼펫 콘체르토의 폴란드 초연 음반을 녹음한 것인데, 이 작업은 가보르 볼독츠키가 참여한 세계 초연과 헝가리안 트럼펫 연주자들과 협연한 CD 오리엔탈 트럼펫 콘체르토들의 음반(Sony Classical)에 속해있다. 2017년 1월에 이 앨범은 국제 클래식 음악상(ICMA)의 현대음악 부문에서 수상하였다.
2017년 4월에 오케스트라는 새로운 명예 객원 지휘자로 세계적인 명성을 가진 라파엘 파예르를 초청했다.